# Нексё
Нексё, иногда пишется Нексё (по-шведски: Нексё), — город на восточном побережье Балтийского острова Борнхольм, Дания. С населением 3655 человек (по состоянию на 1 января 2024 года) он является вторым по величине городом, а также крупнейшим рыболовным портом на острове. Ранее основой экономики города была рыбная промышленность. В Нексё также находится винокурня (Bornholmske Spiritfabrik ApS) и горчичный завод (Bornholmersennep ApS). Город также является портом захода пассажирских паромов, связывающих Борнхольм с Колобжегом в Польше. Дуэодде, самый большой пляж на Борнхольме, расположен к югу от Нексё, в юго-восточной части острова.
7 и 8 мая 1945 года город подвергся советской бомбардировке, из 900 домов 856 были повреждены, причем 175 были полностью разрушены. Швеция подарила городу 75 сборных деревянных домов, так называемых «шведских домов».